# Gwiezdny przybysz
Gwiezdny przybysz (ang. Starman) – amerykański film science fiction z 1984 roku w reżyserii Johna Carpentera. Zdjęcia kręcono w stanach Arizona, Tennessee i Iowa.

## Obsada
- Jeff Bridges –
  - gwiezdny przybysz,
  - Scott Hayden
- Karen Allen – Jenny Hayden
- Charles Martin Smith – Mark Shermin
- Richard Jaeckel – George Fox
- Robert Phalen – major Bell
- Tony Edwards – sierżant Lemon
- John Walter Davis – Brad Heinmuller

## Fabuła
Jenny Hayden nie otrząsnęła się po śmierci męża Scotta. Pewnej nocy pod jej domem rozbija się statek kosmiczny, a kosmita przybiera postać jej zmarłego męża. Przybysz porywa ją. Prosi o pomoc w znalezieniu statku kosmicznego, który znajduje się na drugim końcu USA...

## Nagrody i nominacje
Oscary za rok 1984
- Najlepszy aktor – Jeff Bridges (nominacja)

Złote Globy 1984
- Najlepszy aktor dramatyczny – Jeff Bridges (nominacja)
- Najlepsza muzyka – Jack Nitzsche (nominacja)